# 1 Arietis
1 Arietis este o stea din constelația Berbecul.